# Association liégeoise du gaz
Pour les articles homonymes, voir ALG.
L'Association liégeoise du gaz (ALG) est un gestionnaire des réseaux de distribution de gaz naturel belge. Elle gère le réseau sur la région liégeoise et les villes d'Eupen, de Verviers et d'Huy.
Le gaz est utilisé comme énergie destinée au chauffage, à la force motrice ou à toutes autres applications.
En tant que seule intercommunale pure de distribution de gaz naturel en Région wallonne, elle occupe environ 350 personnes réparties entre son siège administratif de Liège et ses centres d'exploitation de Dison-Verviers, d'Eupen, de Herstal, de Jupille et de Seraing.

## Chronologie

### Intercommunale
- 1936 : plusieurs communes de la Province de Liège examinent la possibilité de créer un organisme commun pour la distribution du gaz de ville dans le but d'apporter plus d'avantages à la collectivité. Le projet initial réunit peu à peu des communes tant du Bassin Mosan que du Plateau de Herve et de l'Est de la Province.
- 1947 : la Seconde Guerre mondiale n'arrête pour autant pas le projet et c'est le 11 août 1947 que L'Association Liégeoise du Gaz est créée par la Province et 14 communes fondatrices : Angleur, Battice, Bellaire, Chaineux, Cheratte, Ensival, Eupen, Hermalle-sous-Argenteau, Herve, Jupille, Queue-du-Bois, Saive, Visé et Wandre. À cette date, la population de ces communes représentait 66 060 habitants, dont 8 464 utilisateurs de gaz de ville (gaz de cokerie ou gaz de houille) alimentés par un réseau de 247 kilomètres[1].
- 1967 : l'arrivée du gaz naturel en Province de Liège relance l'utilisation intensive du gaz, aussi bien dans les applications domestiques qu'artisanales et industrielles. L'arrivée de cette source d'énergie nécessite l'adaptation du réseau et son renouvellement continuel.
- 1993 : reprise du réseau de la Ville de Liège.

### Libéralisation du marché
Depuis la libéralisation du marché de l'énergie, les gestionnaires de réseaux de distribution se chargent de la pose des conduites de distribution de gaz naturel. Ils assurent également le raccordement.

La vente du gaz proprement dite est assurée par des fournisseurs de gaz naturel.

En Flandre, le marché de l'énergie (gaz naturel et électricité) est libéralisé depuis 2003. Il en est de même en Région wallonne et pour la Région de Bruxelles-Capitale depuis le 1er janvier 2007.
- Le 1er janvier 2004 : libéralisation de la clientèle consommant + de 12 GWh/an par site
- Le 1er juillet 2004 : libéralisation de la clientèle consommant + de 0,12 GWh/an
- Le 14 octobre 2004 : désignation de l'ALG en tant que gestionnaire de réseau
- 2007 : l'ALG est gestionnaire de réseau de distribution. Elle gère les aspects techniques (installation, ouverture, relevé d'index) ainsi que l'installation, l'extension et l'entretien des canalisations. La fourniture de gaz quant à elle assurée par un fournisseur, (le fournisseur désigné par défaut est la société Luminus)
- 2007 : libéralisation complète du marché.

## Aujourd'hui
- 2009 : l'ALG regroupe 58 communes, pour alimenter quelque 209 000 points de fourniture via un réseau de plus de 3 700 km de canalisations. Le remplacement systématique des conduites en fonte par des canalisations en acier a non seulement permis d'assurer la sécurité du réseau, mais également l'amélioration de son rendement et une diminution des coûts d'exploitation.
- 2010 : une fusion de l'Association liégeoise du gaz et de Tecteo (Ex. Association liégeoise d'électricité) échoue.
- 2012 : intégration dans Resa Gaz du groupe Tecteo Services (actuel Nethys).

## Statuts
L'Association Liégeoise du Gaz a pour objet l'étude, l'établissement et l'exploitation de services publics de distribution du gaz ou de toutes autres formes d'énergies pouvant se substituer au gaz, c'est-à-dire la production, l'achat, la fourniture et la distribution, par tous les moyens quelconques, soit aux particuliers, soit aux administrations publiques, destinés à l'éclairage, au chauffage, à la force motrice et généralement toutes applications ou usages quelconques actuellement connus ou inconnus dans les limites du Décret wallon du 19 décembre 2002 régissant l'organisation du marché régional du gaz.
En résumé, l'ALG est une intercommunale active dans le secteur de l'énergie, disposant des libertés nécessaires pour accomplir ses missions d'études, d'exploitation et de distribution du gaz ou autres formes d'énergie.